# Опосередковане вимірювання
Опосередковане вимірювання — непряме вимірювання однієї величини з перетворенням її роду чи обчисленнями за результатами вимірювань інших величин, з якими вимірювана величина, пов'язана явною функційною залежністю. Характерним для опосередкованих вимірювань з функціональним вимірювальним перетворення, яке здійснюється або шляхом фізичного вимірювального перетворення, або шляхом числового вимірювального перетворення.

## Приклади
Наприклад, при опосередкованих вимірюваннях потужності постійного струму її визначають чи на основі прямих вимірювань струму та напруги за формулою чи на основі фізичного вимірювального перетворення добутку в іншу фізичну величину. При автоматичних опосередкованих вимірюваннях прямі вимірювання вхідних величин аргументів та числові вимірювальні перетворення результатів їхніх вимірювань, із метою знаходження значення опосередковано виміряної величини здійснюються автоматично всередині засобу вимірювання.
Також опосередковане вимірювання використовується для вимірювання витрати газу.